# Isla de sa Porrassa
Isla de sa Porrassa ist eine unbewohnte Insel in der Bucht vor dem zur Gemeinde Calvià gehörenden Ort Magaluf auf Mallorca in Spanien.

## Beschreibung
Die Isla de sa Porrassa besitzt eine von Nordwesten nach Südosten gerichtete längliche Form von etwa 4,5 Hektar Fläche. In dieser Richtung nehmen auch ihre Breite und Hohe zu. Die Länge beträgt 390 Meter, die maximale Breite 170 Meter. Ihre größte Erhebung beläuft sich auf 36 Meter. Sie ist bis auf einen schmalen Uferstreifen von Buschwerk bedeckt. Ihre Entfernung zum Strand von Magaluf beträgt zwischen 400 und 800 Meter.
Diese Distanz ermöglicht, sie mit Booten oder schwimmend zu erreichen, was im Sommer von vielen Touristen genutzt wird. Ihre Umgebung ist auch ein beliebtes Tauchrevier.
Die Insel steht unter Naturschutz, und wird wegen der großen Population an schwarzen Eidechsen im Englischen auch als Black Lizard Island bezeichnet.

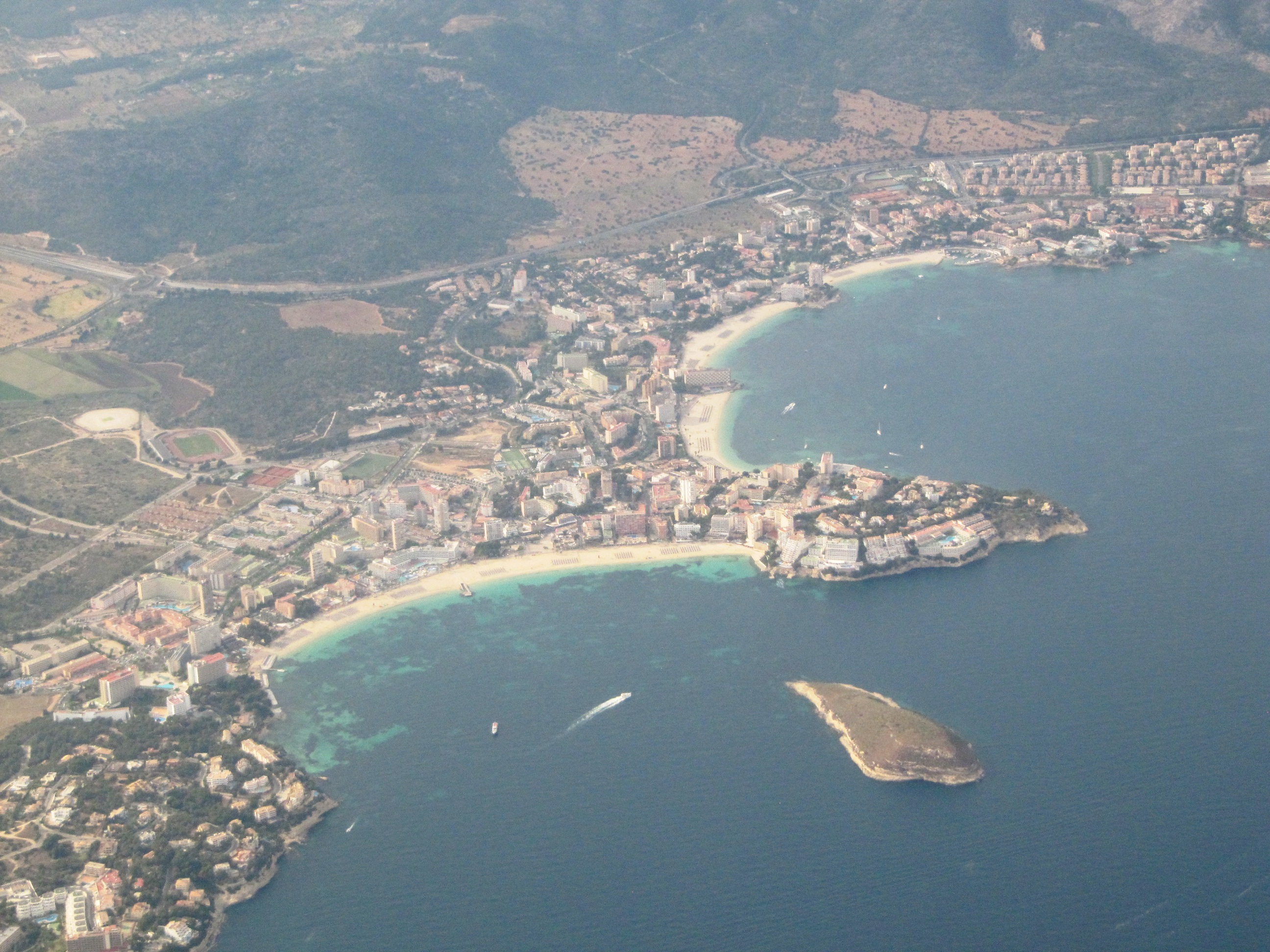
Die Insel aus der Luft
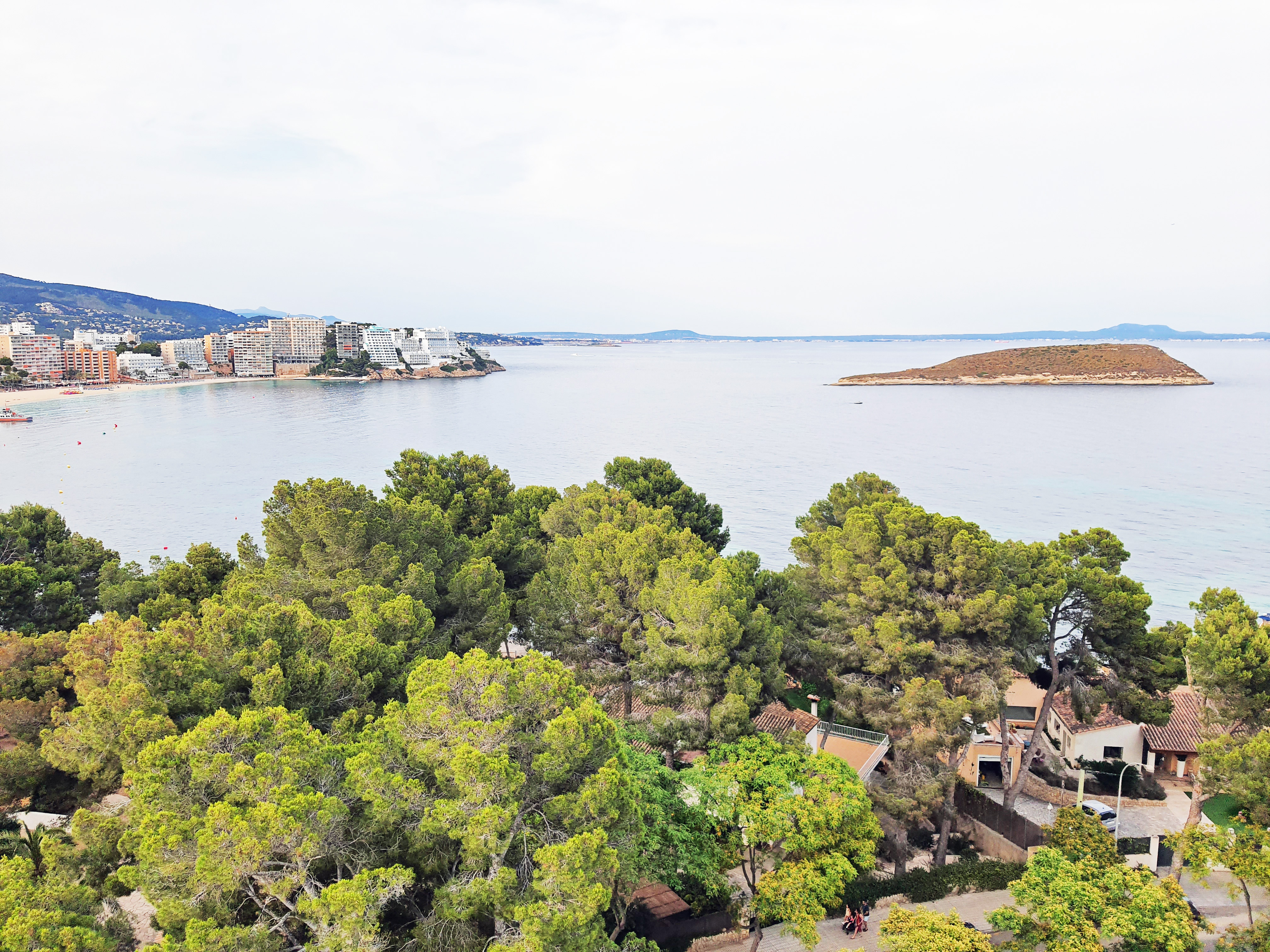
… vom Südrand der Bucht von Magaluf
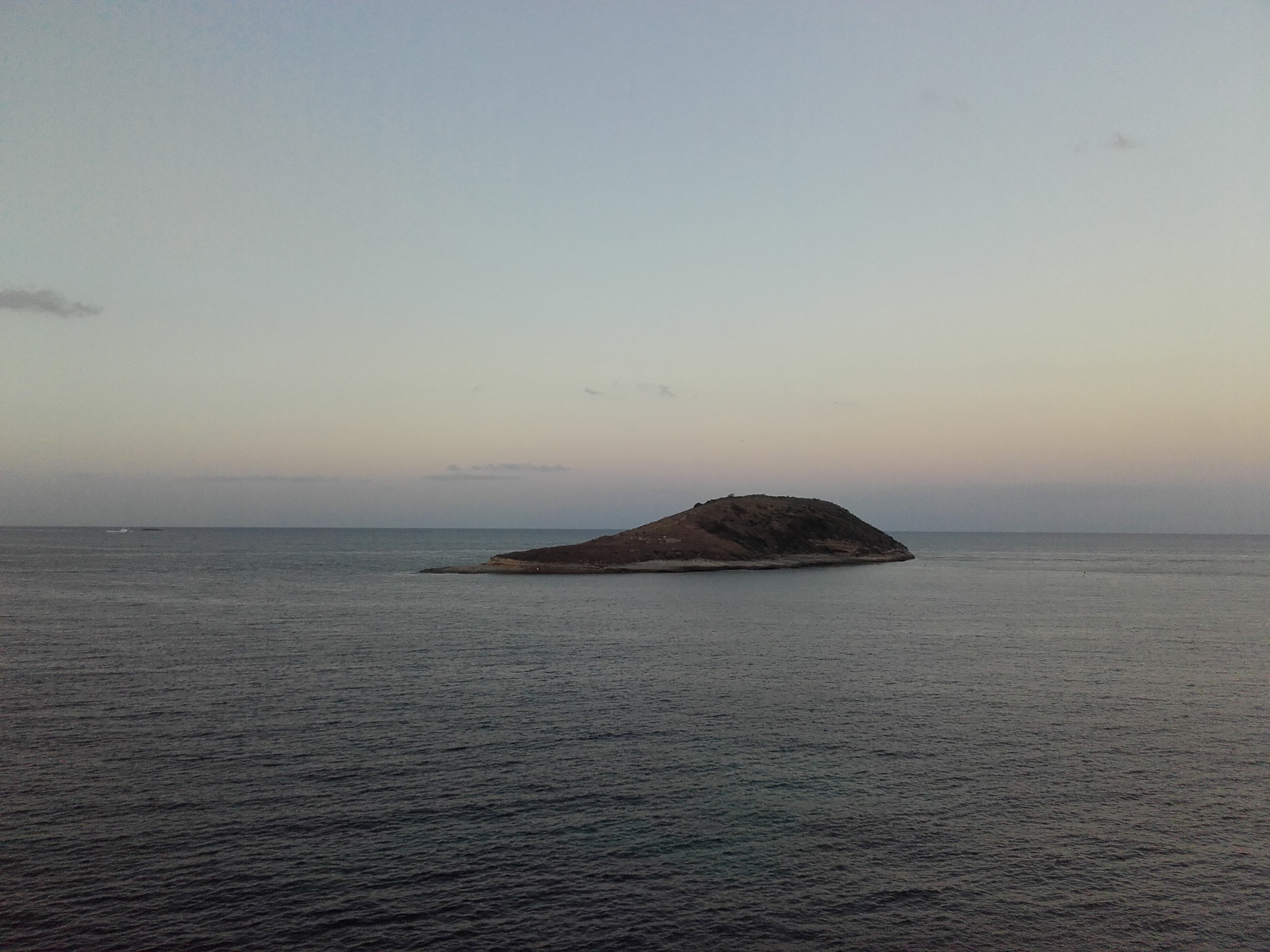
… und im Abendlicht